# Juhan Luik
Juhan Luik (* 25. November 1997) ist ein estnischer Skirennläufer.

## Karriere
Luik gab sein internationales Renndebüt am 23. November 2013 bei einem FIS-Slalom in Ruka. Sein erstes internationales Großereignis bestritt er im Februar 2014 bei den Juniorenweltmeisterschaften in Jasná, wo er als bestes Ergebnis den 69. Rang in der Abfahrt erreichte.
In den darauffolgenden Jahren startete Luik, abgesehen von internationalen Großereignissen, hauptsächlich bei FIS-Rennen.
2017 nahm er das erste Mal an einer Alpinen Skiweltmeisterschaft teil. Bei den Wettkämpfen in St. Moritz schied er jedoch bei seinen Starts in Super-G, Riesenslalom als auch Slalom jeweils aus. Nur wenige Tage nach der Weltmeisterschaft, am 26. Februar, gab Luik sein Weltcupdebüt beim Super-G von Kvitfjell. Er belegte den 52. und letzten Platz. Auf den vorletzten Jan Hudec aus Tschechien hatte er fast eineinhalb Sekunden Rückstand.
2023 belegte er bei den Weltmeisterschaften in Courchevel bzw. Méribel mit Rang 18 in der Alpinen Kombination. Diese Ergebnis konnte er zwei Jahre später sogar noch übertreffen, gemeinsam mit Tormis Laine belegte er in der erstmals ausgetragenen Team Kombination den 13. Platz. Dies ist zugleich das beste Ergebnis für Estland im Alpinen Skisport bei einem internationalen Großereignis.

## Erfolge

### Weltmeisterschaften
- St. Moritz 2017: DNF Super-G, DNF Riesenslalom, DNF Slalom
- Cortina d’Ampezzo 2021: 32. Super-G, DNF Riesenslalom, DNF Slalom, DNF Alpine Kombination
- Courchevel/Méribel 2023: 18. Alpine Kombination, 37. Super-G, 38. Abfahrt
- Saalbach-Hinterglemm 2025: 13. Team Kombination, 35. Super-G, 39. Abfahrt, 49. Slalom, 73. Riesenslalom

### Juniorenweltmeisterschaften
- Jasná 2014: 69. Abfahrt, 73. Riesenslalom, 83. Super-G, DNF Super Kombination
- Sotschi 2016: 59. Super-G, 57. Abfahrt, DNF Riesenslalom, DNF Slalom, DNF Alpine Kombination
- Åre 2017: 56. Riesenslalom, 58. Alpine Kombination, 59. Super-G, 60. Abfahrt
- Davos 2018: 31. Alpine Kombination, 46. Riesenslalom, DNF Super-G, DNF Slalom, DNS Abfahrt

### Europäisches Olympisches Winter-Jugendfestival
- Vorarlberg/Liechtenstein 2015: 41. Riesenslalom, DNF Slalom

### Weitere Erfolge
- 3 Siege bei FIS-Rennen